# NGC 6712
NGC 6712 (również GCL 103) – gromada kulista znajdująca się w gwiazdozbiorze Tarczy. Odkrył ją William Herschel 16 czerwca 1784 roku. Jest położona w odległości ok. 22,5 tys. lat świetlnych od Słońca oraz 11,4 tys. lat świetlnych od centrum Galaktyki.